# Hongaarse Partij voor Gerechtigheid en Leven

Logo

MIÉP, de Hongaarse Partij voor Gerechtigheid en Leven (Hongaars: Magyar Igazság és Élet Pártja), is een rechtse politieke partij in Hongarije geleid door de politicus István Csurka. Ze werd opgericht in 1993. Een belangrijk programmapunt van deze partij is het niet erkennen van de grenzen van het Verdrag van Trianon, waardoor Hongarije na de Eerste Wereldoorlog grote gebiedsdelen, onder andere Vojvodina en Transsylvanië of Zevenburgen (Hongaars: Erdély), moest afstaan aan de buurlanden Tsjechoslowakije (thans Slowakije), Roemenië en Joegoslavië (thans Servië en Kroatië). Verder worden uitingen van de partij gekenmerkt door vreemdelingenhaat en met name afkeer van zigeuners.
Bij verkiezingen in 1998 kreeg de partij 5,5% van de stemmen en behaalde 14 zetels in het parlement.
Bij de verkiezingen in 2002 daalde de aanhang tot 4,4%, onder de kiesdrempel, waardoor deze zetels werden verloren.
In 2005 ging MIÉP een verband aan met een andere rechtse partij, Jobbik Magyarországért Mozgalom (Beweging voor een Beter Hongarije) of kortweg Jobbik, die voortkwam uit de rechtsradicale Jobboldali Ifjúsági Közösség, eveneens kortweg Jobbik.
De nieuwe politieke formatie die uit deze fusie voortkwam koos de naam MIÉP–Jobbik a Harmadik Út pártszövetség (MIÉP-Jobbik Derde Weg Bondgenootschap).